# Keinse
Keinse (ook: Keins) is een woonplaats in de gemeente Schagen in de provincie Noord-Holland.
Keinse ligt even ten noorden van de stad Schagen en nog net binnen de Westfriesche Dijk, onderdeel van de Westfriese Omringdijk. Keinse is waarschijnlijk ontstaan als terp, mogelijk aangelegd voorafgaand aan de dijk in de 13e eeuw. De naam is waarschijnlijk ontstaan uit de benaming voor de geul of vaart die er van oorsprong liep. In 1388 wordt de plaats genoemd als Kaynse; in 1537 als Keijns; in de 19e eeuw werd het de huidige plaatsnaam. Bij Keinse ligt ook een weel/wiel, het Keinsmerwiel, een meertje, zoals die ontstaan na een dijkdoorbraak. Vanuit dat wiel loopt een vaart naar Schagen tot aan het kanaal Schagen - Kolhorn, met de naam Keinsmervaart.
De naam komt voor als Kaenze (1319) en Kaynse (1388), mogelijk samenhangend met het oudere Kinlosum of Kinlesum. Hierbij staat kin-, kene- voor 'geul', met het meervoudssuffix -inga.
In Keinse staat een kapel met sterke aantrekkingskracht voor gelovigen. Dit omdat sinds 1510 een cultus is ontstaan over het daarvoor aangespoelde houten Mariabeeld. Dat was in een put geraakt en schoongespoeld, gereinigd zoals gelovigen dat zien. Ter plekke werd een kapel gebouwd voor het beeld. Maar tussen 1573 en 1585 verdwenen zowel de kapel als het Mariabeeld. De put bleef echter altijd volk trekken. Het duurde tot 1954 dat er een plan kwam voor een nieuwe kapel; deze werd in 1956 ingewijd.
In 1597 werd de polder Zijpe ingepolderd. Uiteindelijk werd in de nieuw ontstane Keinsmerweg (van Keinse naar 't Zand) een brug aangelegd over het belangrijkste afvoer- en transportkanaal, de Grote Sloot. Bij deze brug ontstond het gehucht Keinsmerbrug. Van oorsprong was in dit gebied echter al bewoning op diverse hoogten.

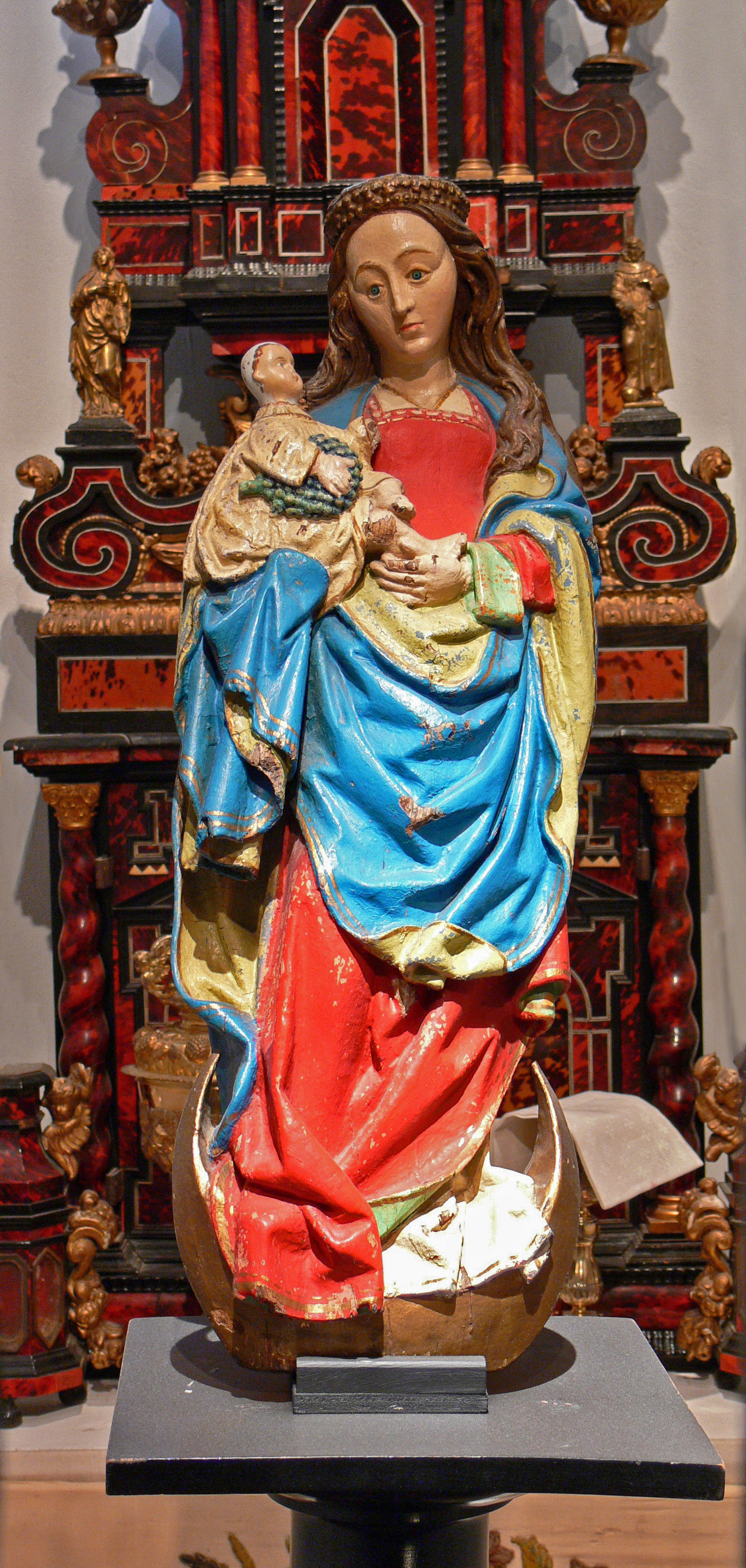
Na vernielingen (1570) in de kapel in Keins waar het beeldje stond is het lange tijd spoorloos geweest. In 1930 werd het teruggevonden in een sloot in de Wieringermeer

Burgerbrug · Burgervlotbrug · Callantsoog · Dirkshorn · Eenigenburg · Groenveld · Groote Keeten · Krabbendam · Oudesluis · Petten · 't Rijpje · Schagen · Schagerbrug · Schoorldam (deels) · Sint Maarten · Sint Maartensbrug · Sint Maartensvlotbrug · Stroet · Tjallewal · Tolke (deels) · Tuitjenhorn · Valkkoog · Waarland · Warmenhuizen · 't Zand

Buurtschappen: Abbestede · Avendorp · Bliekenbos · 't Buurtje · De Banne · Burghorn · Cornelissenwerf · Dijkstaal · Grootven · Grotewal · Het Korfwater · De Hale · Hemkewerf · Huiskebuurt · Kalverdijk · Keinse · Keinsmerbrug · Kerkbuurt · Lagedijk · Leihoek · Mennonietenbuurt · Nes · Schagerwaard · Sint Maartenszee · Slootgaard · De Stolpen · Stolpervlotbrug · Vennik (deels) · 't Wad · De Weel (deels) · Woudmeer · Zijbelhuizen · Zijpersluis